# Bandeirinhas
Bandeirinhas é uma obra do pintor ítalo-brasileiro Alfredo Volpi (1896-1988), pintada no ano de 1960. Ela fazia parte da coleção particular do ex-ministro Oscar Pedroso Horta e estava na casa de sua herdeira, Maria Pedroso Horta, mas foi furtada em outubro de 2014.
A obra está inscrita no Instituto Volpi sob o número 0708.